# Aplidiopsis atlanticus
Aplidiopsis atlanticus är en sjöpungsart som beskrevs av Monniot 1974. Aplidiopsis atlanticus ingår i släktet Aplidiopsis och familjen klumpsjöpungar. Inga underarter finns listade i Catalogue of Life.